# Quận Cochise, Arizona
Quận Cochise là một quận thuộc tiểu bang Arizona, Hoa Kỳ. Theo điều tra dân số năm 2010 của Cục điều tra dân số Hoa Kỳ, quận có dân số 131.346 người . Quận lỵ đóng ở Bisbee.
Quận Cochise bao gồm trong khu vực thống kê đô thị Arizona Sierra Vista - Douglas. Quận giáp phía tây nam New Mexico và đông bắc Sonora tại Mexico.

## Địa lý
Theo Cục điều tra dân số Hoa Kỳ, quận có tổng diện tích 16.107 km2, trong đó có 137 km2 là diện tích mặt nước.